# Джим Кери
Джеймс Юджийн Кери, по-известен като Джим Кери (на английски: Jim Carrey) е канадско-американски актьор, комик, сценарист и продуцент. Познат е с енергичните си комедийни изпълнения и е описван като една от най-големите звезди на Холивуд.
Кери придобива популярност през 1990 г. с периодичната си роля в комедийното предаване „In Living Color“. Първите му по-големи филмови роли са в Ейс Вентура: Зоодетектив (1994), От глупав по-глупав (1994), Маската (1994) и Ейс Вентура: Повикът на дивото (1995), „Батман завинаги“ (1995) и „Лъжльото“ (1997). След това участва в „Шоуто на Труман“ (1998) и „Човек на луната“ (1999), като и двете роли му носят Златен глобус за Най-добър актьор.

## Биография

### Ранни години
Роден е на 17 януари 1962 г. в Нюмаркет, Канада, близо до Торонто. Комик от ранна възраст, Кери праща своята автобиография на Шоуто на Карол Бърнет, когато е едва на 10 години. В гимназията учителите му дават няколко минути в края на часовете, за да представя смешки пред своите съученици.
Семейството му започва да изпитва трудности и се местят в торонтското предградие Скарбъроу, където работят като охранители и разсилни във фабриката Тайтън Уилс. Кери започва да работи на 8-часова смяна всеки ден след училище. Цялото семейство се завръща след известно време в Торонто.

### Кариера
Кери напуска гимназията и започва работа в комедийни клубове, развивайки своя актьорски талант, което включвало превъплъщения в знаменитости като Майкъл Ландън и Джеймс Стюарт. През 1979 г. отива в Лос Анджелис, където работи в Comedy Store. Там е забелязан от комика Родни Дейнджърфийлд. Той толкова харесва играта на Кери, че го назначава на работа при себе си, за да открива турнетата на Дейнджърфийлд.
Кери работи от време на време в телевизията и получава малки филмови роли, които в крайна сметка водят до сприятеляването му с Деймън Уейънс. Оказва се, че братът на Уейънс – Кийнън Айвъри Уейънс – подготвял комедийно шоу за Fox. Шоуто се наричало In Living Color, а Кери получава работа в него. Единственият бял в шоуто, необичайният характер на Кери привлича вниманието на американците. В пресата е наричан „бялото момче от In Living Color“.
Успехът на Кери в In Living Color му спечелва главната роля в комедията „Ейс Вентура: Зоодетектив“ (1994), чиято премиера е едва няколко месеца преди края на шоуто In Living Color. Филмът не се приема добре от критиците, но изненадващо става хит. През следващата година Кери играе в „Маската“ и „От глупав по-глупав“, като от втория филм печели $7 милиона. След тези два филма Кери вече има създаден образ на филмова звезда. През следващата година играе ролята на Гатанката в „Батман завинаги“, а после отново е в ролята на Ейс Вентура в „Ейс Вентура: Повикът на дивото“. Тези два филма му носят още два чека за няколко милиона долара. Предизвиква фурор когато се разкрива, че за следващия си филм („Кабелджията“) е получил $20 млн. – рекордна сума за комик. Вниманието, което се обръща на заплатата му, както и отрицателните отзиви и мрачния характер на героя в сравнение с предишните изпълнения на Кери, водят до провала на филма. Кери се завръща към познатия стил с „Лъжльото“ (1997).
Въпреки постоянните успехи в комедията, Джим Кери поема предизвикателството и участва в „Шоуто на Труман“ (1998). Ролята му в този филм му донася Златен глобус за Най-добра мъжка роля в драматичен филм. Мнозина предричат дори Оскар, но не познават.
През 1999 Кери се преборва за ролята на комика Анди Кауфман в „Човек на луната“ (1999). Много актьори се борят за тази роля, включително Едуард Нортън, но Милош Форман се спира на Кери, който е роден точно 13 години след Анди Кауфман. За своята роля Кери отново печели Златен глобус, но не и Оскар.
Джим Кери продължава да участва в успешни комедии, както и в драми. Критиката посреща добре играта му в Блясъкът на чистия ум (2004), но отново не получава очаквания Оскар.

## Любопитно
- Мениджърът на Кери, Джеймс Милър, е по-малкият брат на комика Денис Милър;
- Въведен е в Алеята на славата в Канада;
- Озвучава няколко анимационни герои, електронни игри и играчки;
- Според мнозина талантът на Кери се дължи на т. нар. биполарно смущение, известно повече като маниакална депресия.

## Филмография
| година | филм                                  | оригинално заглавие                             | роля                            | бележки |
| ------ | ------------------------------------- | ----------------------------------------------- | ------------------------------- | --- |
| 1981   |                                       | All in Good Taste                               | Ралф Паркър                     | |
| 1983   | Сексът и семейното насилие            | The Sex and Violence Family Hour                |                                 | |
| 1983   |                                       | Copper Mountain                                 | Боби Тод                        | |
| 1984   | Игра на криеница                      | Finders Keepers                                 | Лейн Бидълкоф                   | |
| 1985   |                                       | Once Bitten                                     | Марк Кендал                     | |
| 1986   |                                       | Peggy Sue Got Married                           | Уолтър Гец                      | |
| 1988   |                                       | The Dead Pool                                   | Джони Скуеърс                   | |
| 1989   | Розовият кадилак                      | Pink Cadillac                                   | комедиант                       | |
| 1989   | Земните момичета са лесни             | Earth Girls Are Easy                            | Уиплок                          | |
| 1991   |                                       | High Strung                                     | Смърт                           | |
| 1992   |                                       | Doing Time on Maple Drive                       | Тим Картър                      | |
| 1994   | Ейс Вентура: Зоодетектив              | Ace Ventura: Pet Detective                      | Ейс Вентура                     | |
| 1994   | Маската                               | The Mask                                        | Маската / Стенли Ипкис          | - номинация – Златен глобус за най-добър актьор в мюзикъл или комедия. |
| 1994   | От глупав по-глупав                   | Dumb and Dumber                                 | Лойд Кристмас                   | |
| 1995   | Батман завинаги                       | Batman Forever                                  | Едуард Нигма / Гатанката        | |
| 1995   | Ейс Вентура: Повикът на природата     | Ace Ventura: When Nature Calls                  | Ейс Вентура                     | |
| 1996   | Кабелджията                           | The Cable Guy                                   | Ърни Дъглас                     | |
| 1997   | Лъжльото                              | Liar Liar                                       | Фречър Рийд                     | - номинация – Златен глобус за най-добър актьор в мюзикъл или комедия. |
| 1998   | Шоуто на Труман                       | The Truman Show                                 | Труман Бърбанк                  | - Златен глобус за най-добър актьор в драматичен филм. |
| 1998   | Саймън Бърч                           | Simon Birch                                     | Джо Уентуърт като възрастен     | |
| 1999   | Човек на луната                       | Man on the Moon                                 | Анди Кауфман / Тони Клифтън     | - Златен глобус за най-добър актьор в мюзикъл или комедия. - номинация – Сателит за най-добър актьор в мюзикъл или комедия.                                                                               |
| 2000   | Аз, моя милост и Айрин                | Me, Myself & Irene                              | полицай Чарли Бейлигейтс / Ханк | |
| 2000   | Гринч                                 | How the Grinch Stole Christmas                  | Гринч (глас)                    | анимационен филм - номинация – Златен глобус за най-добър актьор в мюзикъл или комедия. |
| 2001   | Маджестик                             | The Majestic                                    | Питър Епълтън                   | |
| 2003   | Всемогъщият Брус                      | Bruce Almighty                                  | Брус Нолан                      | |
| 2004   | Блясъкът на чистия ум                 | Eternal Sunshine of the Spotless Mind           | Джоел Бариш                     | - номинация – Награда на БАФТА за най-добър актьор в главна роля. - номинация – Златен глобус за най-добър актьор в мюзикъл или комедия. - номинация – Сателит за най-добър актьор в мюзикъл или комедия. |
| 2004   | Лемъни Сникет: Поредица от злополучия | Lemony Snicket's A Series of Unfortunate Events | граф Олаф                       | |
| 2005   | Купон с Дик и Джейн                   | Fun with Dick and Jane                          | Дик Харпър                      | |
| 2007   | Числото 23                            | The Number 23                                   | Уолтър Спароу                   | - номинация – Златна малинка за най-лош актьор. |
| 2008   | Хортън                                | Horton Hears a Who!                             | Хортън (глас)                   | анимационен филм |
| 2008   | Навитакът                             | Yes Man                                         | Карл Алън                       | |
| 2009   | Обичам те, Филип Морис                | I Love You Phillip Morris                       | Стивън Джей Ръсел               | |
| 2009   | Коледна песен                         | A Christmas Carol                               | Скрудж (глас)                   | анимационен филм |
| 2009   |                                       | Under the Sea 3D                                | (разказвач)                     | |
| 2011   | Пингвините на Мистър Попър            | Mr. Popper's Penguins                           | Том Попър                       | |
| 2013   | Феноменалният Бърт Уондърстоун        | The Incredible Burt Wonderstone                 | Стив Грей                       | |
| 2013   | Шут в г*за! 2                         | Kick-Ass 2                                      | Сал Бертолини                   | |
| 2013   | Anchorman 2: The Legend Continues     |                                                 |                                 | |
| 2014   | От глупав по-глупав 2                 | Dumb and Dumber To                              | Лойд Кристмас                   | |
| 2020   | Соник: Филмът                         | Sonic The Hedgehog                              | Доктор Айво Роботник            | |
| 2022   | Соник: Филмът 2                       | Sonic The Hedgehog 2                            | Доктор Айво Роботник            | |
| 2024   | Соник: Филмът 3                       | Sonic The Hedgehog 3                            | Доктор Айво Роботник            | |